# Малоэлап
Малоэлап (Аракчеева) (англ. Maloelap, марш. M̧aļoeļap [mˠɑɫʌ͡ɔɔ̯-ɛ̯ɛ͡ʌɫɑ͡æpʲ]) — атолл в Тихом океане в цепи Ратак (Маршалловы Острова). Состоит из 75 островков. Площадь сухопутной части 9,82 км², вместе с лагуной 973 км². Население 682 человек (2011). Действует аэропорт.

## История
Открыт в феврале 1817 года русским путешественником Отто Евстафьевичем Коцебу и назван в честь русского государственного и военного деятеля Алексея Аракчеева.
10 февраля 1817 года матросом с салинга экспедиционного брига «Рюрик» был замечен не обозначенный на карте остров, один из 75 островов образующих атолл. В отличие от исследованных ранее атоллов цепи Ратак — Эрикуб и Вотье, острова вновь открытого атолла были густо заселены. Встретив дружественный прием, и обнаружив удобный проход среди рифов, Коцебу завел бриг в лагуну и исследовал несколько самых крупных островов: Кавен, Тароа, Тьян, Айрик и Олот. На всех, ему и команде был оказан радушный прием, островитяне проявляли живейший интерес при виде судна и незнакомых им вещей, а с некоторыми вождями островов капитан, в знак дружбы, даже поменялся именами — обычай распространенный ранее в Океании. 
Помимо хорошо ухоженных насаждений хлебного дерева, панданов и кокосовых пальм, исследователи обнаружили на атолле редкие посадки трех сортов таро и единичные — банана. Последние два вида явно начали культивироваться на острове недавно и очень ценились островитянами. Из животных Коцебу отмечает многочисленных крыс, а из домашних — редко встречающихся мелких куриц. К удивлению европейцев на островах не было замечено никаких признаков культовых сооружений и вообще никаких признаков религии. Также Коцебу описывает, как аборигены получают огонь трением палочки о деревянный брусок. 23 февраля бриг покинул лагуну атолла и отправился к неизвестному атоллу, замеченному ранее с самого южного острова Айрик.

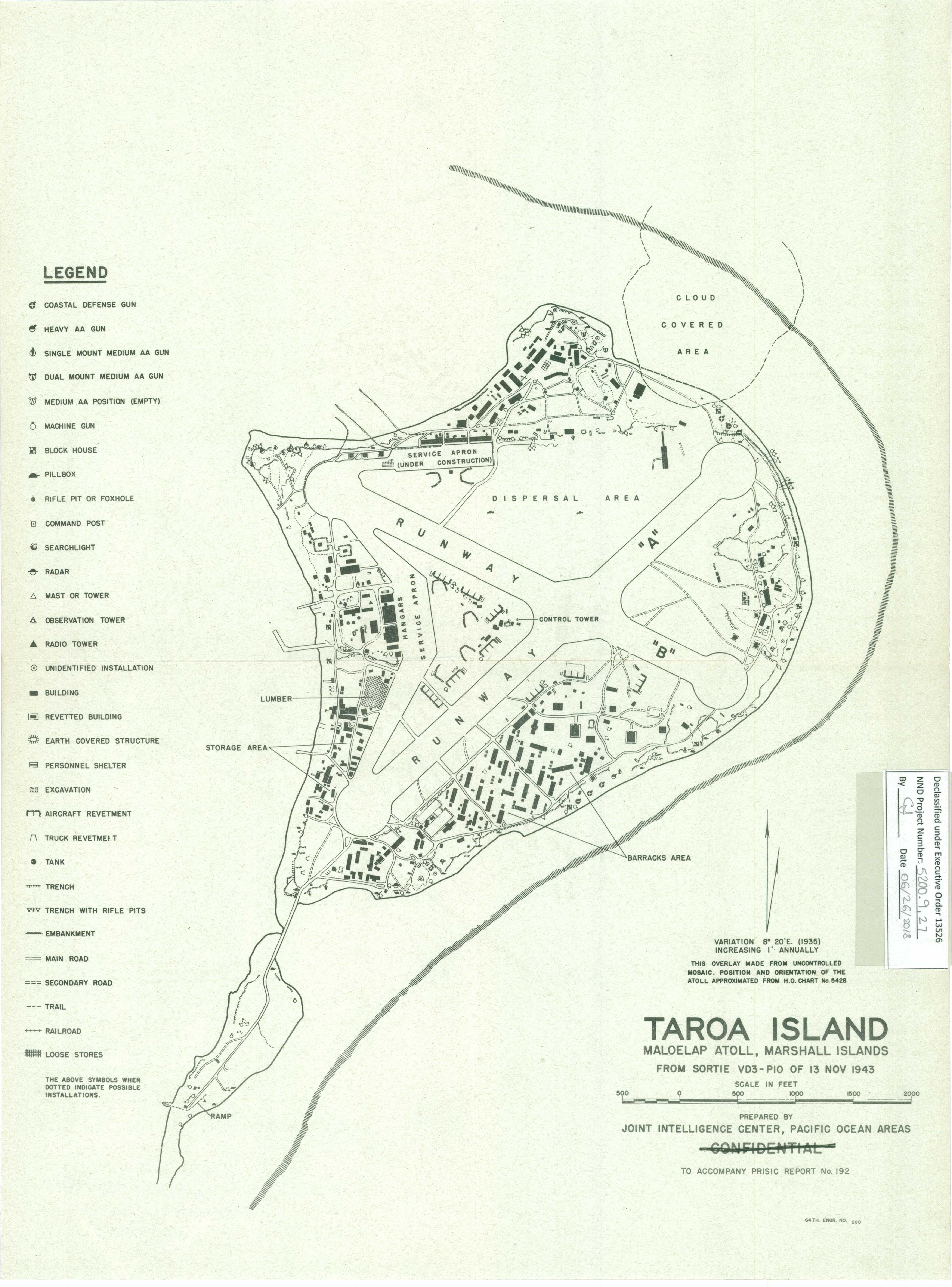
Карта японского аэродрома на острове Тароа (1943).

Объявлен собственностью Германской Империи в составе Маршаловых островов в 1885..
В 1920 году Маршалловы острова управлялись Японией по мандату Лиги Наций. В 1939 году на самом крупном острове атолла Тароа японцы построили базу гидросамолётов и аэродром для сухопутных самолётов с двумя взлётно-посадочными полосами (1463 и 1250 метров), вспомогательными зданиями и сооружениями, включая радиолокационную станцию. Во время Второй мировой войны японским гарнизоном из 2940 моряков и 389 солдат армии командовал контр-адмирал Сёити Камада. Периметр острова был хорошо укреплён 12 тяжёлыми береговыми артиллерийскими установками и 10 тяжёлыми зенитными орудиями. Остров подвергся атакам ВМС США, начавшихся с февраля 1942 года с использования авианосной авиации и обстрелов с военных кораблей. Атаки стали учащаться и становились более жестокими после того, как Маджуро и Кваджалейн пали под натиском американцев. Из 3097 человек японского гарнизона (1772 человека Императорского японского флота, 368 человек Императорской японской армии и 957 гражданских лиц) только 1041 (34%) пережили войну. Погибло также несколько жителей Маршалловых Островов. По всему острову разбросано множество военных артефактов, включая обломки самолётов. Аэропорт на острове действует и в настоящее время.
После окончания Второй мировой войны остров перешёл под контроль Соединённых Штатов в составе подопечной территории Тихоокеанские острова, где он находился до обретения Маршалловыми Островами независимости в 1986 году. Атолл Малоэлап стал первым, кто ратифицировал конституцию Маршалловых Островов.